# ليلى بنت أبي حثمة
ليلى بنت أبي حثمة القرشية العدوية، أخت سليمان بن أبي حثمة، وأم عبد الله بن عامر بن ربيعة من المهاجرات ، هاجرت الهجرتين إلى الحبشة وإلى المدينة، وصلت القبلتين. راوية للحديث حيث روى عنها الصحابية الشفاء بنت عبد الله وابنها عبد الله بن عامر.

## نسبها
ليلى بنت أبي حثمة بن حذيفة بن غانم بن عبد الله بن عبيد بن عويج بن عدي بن كعب. أمها أم ولد من تنوخ من سبايا العرب.

## هجرتها إلى الحبشة
كانت واحدة من النسوة الأربع اللاتي هاجرن إلى أرض الحبشة الهجرة الأولى. هاجرت، فرارا بدينها من فتنة الاضطهاد، ومعها زوجها عامر بن ربيعة. قبيل الانطلاق إلى الحبشة التقت بعمر بن الخطاب وسألها: « إِنَّهُ الِانْطِلَاقُ يَا أُمَّ عَبْدِ اللَّهِ؟» فأجابته: « نَعَمْ وَاللَّهِ لَنَخْرُجَنَّ فِي أَرْضِ اللَّهِ آذَيْتُمُونَا وَقَهَرْتُمُونَا حَتَّى يَجْعَلَ اللَّهُ لَنَا مَخْرَجًا» فقال عمر: « صَحِبَكُمُ اللَّهُ» وحكت عن هذا الموقف بقولها: «وَرَأَيْتُ لَهُ رِقَّةً لَمْ أَكُنْ أُرَاهَا، ثُمَّ انْصَرَفَ وَقَدْ أَحْزَنَهُ فِيمَا أَرَى خُرُوجُنَا» وكانت تطمع في إسلامه رغم ما كان يتلقى المسلمون منه من البلاء والشّدّة عليهم.
حَدَّثَنَا مُحَمَّدُ بْنُ يَحْيَى الْبَاهِلِيُّ , حدثنا يَعْقُوبُ بْنُ مُحَمَّدٍ , حدثنا عُمَرُ بْنُ سُلَيْمَانَ بْنِ أَبِي حَثْمَةَ , عَنْ أَبِيهِ , عَنِ الشِّفَاءِ بِنْتِ عَبْدِ اللَّهِ , عَنْ لَيْلَى بِنْتِ أَبِي حَثْمَةَ , قَالَتْ : لَمَّا اجْتَمَعُوا عَلَى الْخُرُوجِ جَاءَنَا رَسُولُ اللَّهِ صَلَّى اللَّهُ عَلَيْهِ وَسَلَّمَ فَقَالَ : إِنَّ مُصْعَبَ بْنَ عُمَيْرٍ قَدْ حَبَسَتْهُ أُمُّهُ وَهُوَ يُرِيدُ الْخُرُوجَ اللَّيْلَةَ فَإِذَا رَقَدُوا , قَالَ عَامِرُ بْنُ رَبِيعَةَ : فَنَحْنُ نَنْتَظِرُهُ وَلَا نُغْلِقَ بَابًا دُونَهُ فَلَمَّا هَدَأَتِ الرِّجْلُ جَاءَنَا مُصْعَبُ بْنُ عُمَيْرٍ فَبَاتَ عِنْدَنَا وَظَلَّ يَوْمَهُ حَتَّى إِذَا كَانَ اللَّيْلُ خَرَجَ مُتَسَلِّلًا وَوَعَدَنَاهُ فَلَحِقَهُ فِيهِ وَأَدْرَكْنَاهُ فَاصْطَحَبْنَاهُ قَالَ : وَهُمْ يَمْشُونَ عَلَى أَقْدَامِهِمْ وَأَنَا عَلَى بَعِيرٍ لَنَا وَكَانَ مُصْعَبُ بْنُ عُمَيْرٍ رَقِيقَ الْبَشَرِ لَيْسَ بِصَاحِبِ رِجْلِهِ وَلَقَدْ رَأَيْتُ رِجْلَيْهِ يَقْطُرَانِ دَمًا مِنَ الرِّقَّةِ فَرَأَيْتُ عَامِرًا خَلَعَ حِذَاءَهُ فَأَعْطَاهَ حَتَّى انْتَهَيْنَا إِلَى السَّفِينَةِ فَنَجِدُ سَفِينَةً قَدْ حَمَلَتْ ذُرَةً وَفَرَّغَتْ مَا فِيهَا جَاءَتْ مِنْ مَوْرٍ فَتَكَارَيْنَا إِلَى مَوْرٍ ثُمَّ تَكَارَيْنَا مِنْ مَوْرٍ إِلَى الْحَبَشَةِ وَلَقَدْ كُنْتُ أَرَى عَامِرَ بْنَ رَبِيعَةَ يَرِقُّ عَلَى مُصْعَبِ بْنِ عُمَيْرٍ رِقَّةً مَا يَرِقُّهَا عَلَى وَلَدِهِ وَمَا مَعَهُ دِينَارٌ وَلَا دِرْهَمٌ وَكَانَ مَعَنَا خَمْسَةَ عَشَرَ دِينَارًا قَالَ ابْنُ أَبِي عَاصِمٍ : وَرَوَى الزُّهْرِيُّ عَنْ عَبْدِ اللَّهِ بْنِ عَامِرِ بْنِ رَبِيعَةَ عَنْ أَبِيهِ قَالَ : أَوَّلُ ظَعِينَةٍ قَدِمَتِ الْمَدِينَةَ لَيْلَى

## هجرتها إلى المدينة
تعتبر ليلى بنت أبي حثمة أول ظعينة قدمت المدينة. ويرى الآخرون أن أول ظعينة هي أم المؤمنين أم سلمة.